# Кокерилл, Ричард
Ричард Кокерилл (англ. Richard Cockerill, родился 16 декабря 1970 года в Рагби) — английский регбист, выступавший на позиции отыгрывающего; тренер.

## Игровая карьера
Родился в городе Рагби. Начинал карьеру в «Ковентри», с 1992 года играл за «Лестер Тайгерс». Входил в трио игроков ABC Club вместе с Грэмом Раунтри (A) и Дарреном Гарфортом (C) под буквой (B), поскольку именно эти буквы были на их регбийках. Дважды, в 1993 и 1997 годах, побеждал с «Тайгерс» в Кубке Англии. В составе клуба выиграл в сезоне 2000/2001 Кубок Хейнекен, в финале на поле при этом не выходил, успех с клубом повторил в следующем сезоне в 2002 году.
За сборную Англии Кокерилл дебютировал 31 мая 1997 года в матче против Аргентины в Буэнос-Айресе, позже провёл свой первый матч на английском «Туикенеме» против Австралии, выйдя на замену вместо Энди Лонга из «Бата». Благодаря игре против «уоллабиз» Кокерилл заработал право выйти в стартовом составе против новозеландцев; во время исполнения новозеландцами знаменитой хаки столкнулся нос к носу с Нормом Хьюиттом. Участник чемпионата мира 1999 года, последнюю игру провёл 20 октября 1999 года против Фиджи. Провёл также 11 матчей в составе звёздного клуба «Барбарианс».
В 2002—2004 годах играл за французский «Монферран», куда ушёл после потери былой формы: в «Лестере» он проиграл конкуренцию Дориану Уэсту, а в сборной Англии лишился своего места за критику тренера Клайва Вудворда в своей автобиографии. В «Монферране» сыграл 14 матчей в чемпионате Франции (плюс 4 в плей-офф) и 5 в еврокубках, занеся единственную попытку в Кубке Хейнекен. Карьеру завершил всё же в «Лестере» в сезоне 2004/2005.

## Тренерская карьера
В 2005 году Кокерилл был назначен тренером нападающих в клубе «Лестер Тайгерс», сменив на этом посту Джона Уэллса. В начале чемпионата Англии 2007/2008 Кокерилл исполнял обязанности главного тренера, прежде чем уступил пост Марсело Лоффреде, который до этого успел привести на чемпионате мира во Франции Аргентину к бронзовым медалям. В феврале 2009 года он принял пост главного тренера после отставки Хейнеке Мейера по семейным обстоятельствам, вступив официально на эту должность 17 апреля 2009 года.
16 мая 2009 года команда Кокерилла выиграла чемпионат Англии, победив в финале со счётом 10:9 клуб «Лондон Айриш». Неделей позже его команда проиграла финал Кубка Хейнекен «Ленстеру» в Эдинбурге со счётом 19:16. В следующем сезоне Кокерилл снова взял титул чемпиона Англии, переиграв на «Туикенеме» клуб «Сарацины». Однако со временем результаты команды стали ухудшаться, и 13 декабря 2016 года Кокериллу предъявили ультиматум, пригрозив уволить его в случае продолжения череды неудачных встреч. 2 января 2017 года после проигрыша «Сарацинам» в Английской Премьер-Лиге Кокерилл был уволен, а 6 января 2017 года возглавил «Тулон» из Топ14 для продолжения работы в сезоне 2016/2017, сменив 4 апреля на этом посту Майка Форда. Тренером нападающих в штабе Кокерилла стал Марк Даль Масо, а тренером защитников (трёхчетвертных) стал Мэтт Гито.
20 февраля 2017 года было объявлено, что Кокерилл станет главным тренером клуба «Эдинбург» с сезона 2017/2018. 20 апреля 2018 года контракт с ним был продлён до 2021 года; в 2020 году контракт был продлён до лета 2023 года. В сезоне 2019/20 «Эдинбург» под руководством Кокерилла показал лучший результат в конференции B по итогам кругового турнира Про14, но уступил в полуфинале «Ольстеру». В июле 2021 года англичанин покинул пост главного тренера «Эдинбурга».
3 сентября 2021 года назначен тренером нападающих сборной Англии.